# Johannes Aesticampianus
Johannes Rhagius Aesticampianus (auch Johannes Rack, Hans Rack, sorbisch Jan Rak; * 1457 in Sommerfeld, Niederlausitz; † 31. Mai 1520 in Wittenberg) war ein sorbischer Gelehrter, Theologe und Humanist, der in Basel, Mainz, Frankfurt/Oder, Leipzig, Paris, Köln, Cottbus, Freiberg und Wittenberg lehrte. Er war poeta laureatus.

## Leben und Wirken
Johannes Rak wurde um 1457 in Sommerfeld als Sohn des Matthias Rak geboren. Nach dem frühen Tod seines Vaters nahm sein Großvater Martin Rak, ein Sommerfelder Bürgermeister, Einfluss auf seine Erziehung. Unterstützt von einer finanziellen Hinterlassenschaft seines Großvaters begann er seine Studien am 19. Mai 1491 an der Krakauer Universität, wo er sich zunächst den Studien der Naturgeschichte und Astronomie zuwandte. Dort erwarb er unter dem Einfluss von Conrad Celtis den Baccalaureus und begann bereits mit der Herausgabe von Schriften.
Auf Empfehlung Conrad Celtis’ unternahm Rhagius 1499 eine Studienreise über Wien, Venedig, Padua, Ferrara, Rom und schlussendlich nach Bologna, um Griechischstudien zu betreiben. In Bologna war er ein Schüler von Philipp Beroaldus und befreundete sich mit Jakob Questenberg (* um 1460; † um 1527).
Nachdem er vom Papst mit dem begehrten Titel poeta laureatus zum Dichter gekrönt wurde, wandte er sich Ostern 1501 der Universität Basel zu, wo er erstmals die Cebes-Tafeln diesseits der Alpen bekannt machte. Nach kurzem Aufenthalt in Augsburg und der Teilnahme an einer Disputation zwischen Jakob Wimpheling und Thomas Murner in Straßburg erhielt er im Wintersemester 1501 an der Universität Mainz die Professur für Moralphilosophie und Rhetorik, die er bis 1505 ausübte.
1506 folgte er einem Ruf an die neu gegründete Brandenburgische Universität Frankfurt, wo er neben Gregor Schmerlin einer der Professuren der Poetik und Rhetorik bekam. Zu seinen Schülern zählte Ulrich von Hutten, den er bereits 1505 in Mainz kennengelernt hatte und der ihm 1506 nach Frankfurt (Oder) folgte. Des Weiteren scharten sich um Rhagius weitere Studenten wie die Neffen des Bischofs von Lebus, da er als erster Gelehrter auch in Griechisch lehrte. Als polemisierender Humanist geriet er mit dem führenden Theologen Konrad Wimpina in einen Streit und verließ aufgrund dessen 1508 mit einigen seiner Schüler Frankfurt, um sich Leipzig zuzuwenden. Jedoch auch an der Universität Leipzig stießen seine Ideen auf Widerstand, so dass Herzog Georg von Sachsen nach einer Rede 1511 seine Billigung zur Vertreibung des Professors aus Leipzig erteilte.
Rhagius unternahm aufgrund seiner Vertreibung aus Leipzig und einer Appellation an Papst Julius II. eine zweite Reise nach Rom. Hier promovierte er zum Dr. der Theologie und erwarb sich das Privileg, sechs „poetae laureati“ ernennen zu dürfen. 1512 war er vorübergehend Lehrer des Griechischen in Paris und 1513 Lehrer an der Universität zu Köln, wo er aber wiederum wegen Streitigkeiten, diesmal mit Johannes Reuchlin, vertrieben wurde.
Unauffällig setzte Rhagius seine Lehrtätigkeit fort. 1514 eröffnete er eine Lateinschule in Cottbus und 1515 im sächsischen Freiberg, wohin ihn Ulrich Rülein von Calw als Leiter des neuen Gymnasiums berufen hatte, wobei ihn seine Freunde Petrus Mosellanus, Caspar Borner und Sobius, die ihm aus Köln folgten, begleiteten und sich für seine humanistischen Bestrebungen einsetzten. Auf Dauer entsprach jedoch das Wirken an den Lateinschulen nicht den Erwartungen von Rhagius.
Deshalb trat er mit Georg Spalatin in Verbindung und verhandelte mit diesem über eine Anstellung an der Universität Wittenberg. Im Wintersemester 1517 übernahm er daraufhin die Pliniusvorlesungen. Während der beginnenden Reformationsbewegung in Wittenberg wandte er sich der Kirche zu und hielt Vorlesungen über das Mönchsleben, den heiligen Hieronymus und Augustinus.
Seit dem Winter 1519 kränkelte er und litt ständig an Atemnot, wie Luther noch am 22. Mai 1520 dem einstigen Begleiter von Rhagius, Johannes Lang (Longius) mitteilte. Kurz darauf verstarb Rhagius am 31. Mai und wurde in der Wittenberger Stadtkirche beigesetzt.
Ein Epitaph in der Stadtkirche der Lutherstadt Wittenberg auf einer Erzplatte schildert in einem lateinischen Textbild die Dichterkrönung des Verstorbenen und geht auf seine Tätigkeiten in Orten an der Donau, am Rhein, an der Oder, an der Elbe, an der Spree und an der Seine ein. Zum Schluss findet sich sein Todestag, der 31. Mai 1520.

## Werke
- Grammatica Petri Helie utilissima, veri Prisciani imitatoris, cum magistri Johannis Sommerfelt brevi quadam commentatione in eundem, Straßburg 1499 (digital)
- Carmina Aesticampiani mit dem Versiculi Theodorici Gresmundi, Straßburg 1502
- Epigrammata Johannis Aesticampiani, Leipzig 1507 (digital)
- Tabula Cebetis Philosophi Socratici, cum Johannis Aesticampiani Epistola. Frankfurt/Oder 1507 (digital)
- Commentarij Johannis Rhagij Aesticampiani … in Grammaticam Martiani Capellae et Donati figuras, Frankfurt/Oder 1508 (digital)
- C. Plinii Secundi Veronensis ad Titum Vespasianum in libros naturalis historie Epistola, cum Johannis Aesticampiani … epistolio, Leipzig 1508
- Septem divi Hieronymi epistolae… cum Johanni Aesticampiani carmine Leipzig 1508
- Cornelij Taciti illustrissimi hystorici de situ, moribus et populis Germanie aureus libellus, Leipzig 1509 (digital)
- Modus epistolandi Johannis Aesticampiani, Wien 1515 (digital)
- M. Tullii Ciceronis de Oratore libri III. Etc. Praefatus est Jo. Rhagius Aesticampianus Theologus, ad Vitum Werlerum Sulzfeldensem, editorem Leipzig 1515
- Aurelii Augustini libellus de Vita christiana Leipzig 1518
- Libanii graeci declamatoris disertismi, beati Johannis Chrysostomi praeceptoris, Epistolae, cum adjectis Johannis Summerfelt argumentis et emendatione et castigatione clarissimis